# El Bosque Open
Het El Bosque Open was een eenmalig golftoernooi van de Europese PGA Tour in 1990.
Het toernooi vond plaats op de baan van de El Bosque Golf & Country Club bij Valencia in Spanje. Winnaar was Vijay Singh met een score van -10. Hij was toen nog vrij onbekend maar wel al in het voorgaande jaar het Volvo Open in Florence had gewonnen. Later zou hij de nummer 1 van de wereld worden. Nummer 2 werden Chris Williams en Richard Boxall met een score van -8. Ruud Bos werd 48ste.
| Jaar | Baan                          | Winnaar           | Beste Nederlander |
| ---- | ----------------------------- | ----------------- | ----------------- |
| 1990 | El Bosque Golf & Country Club | Vijay Singh (-10) | Ruud Bos (+3)     |